# Werner Alberti

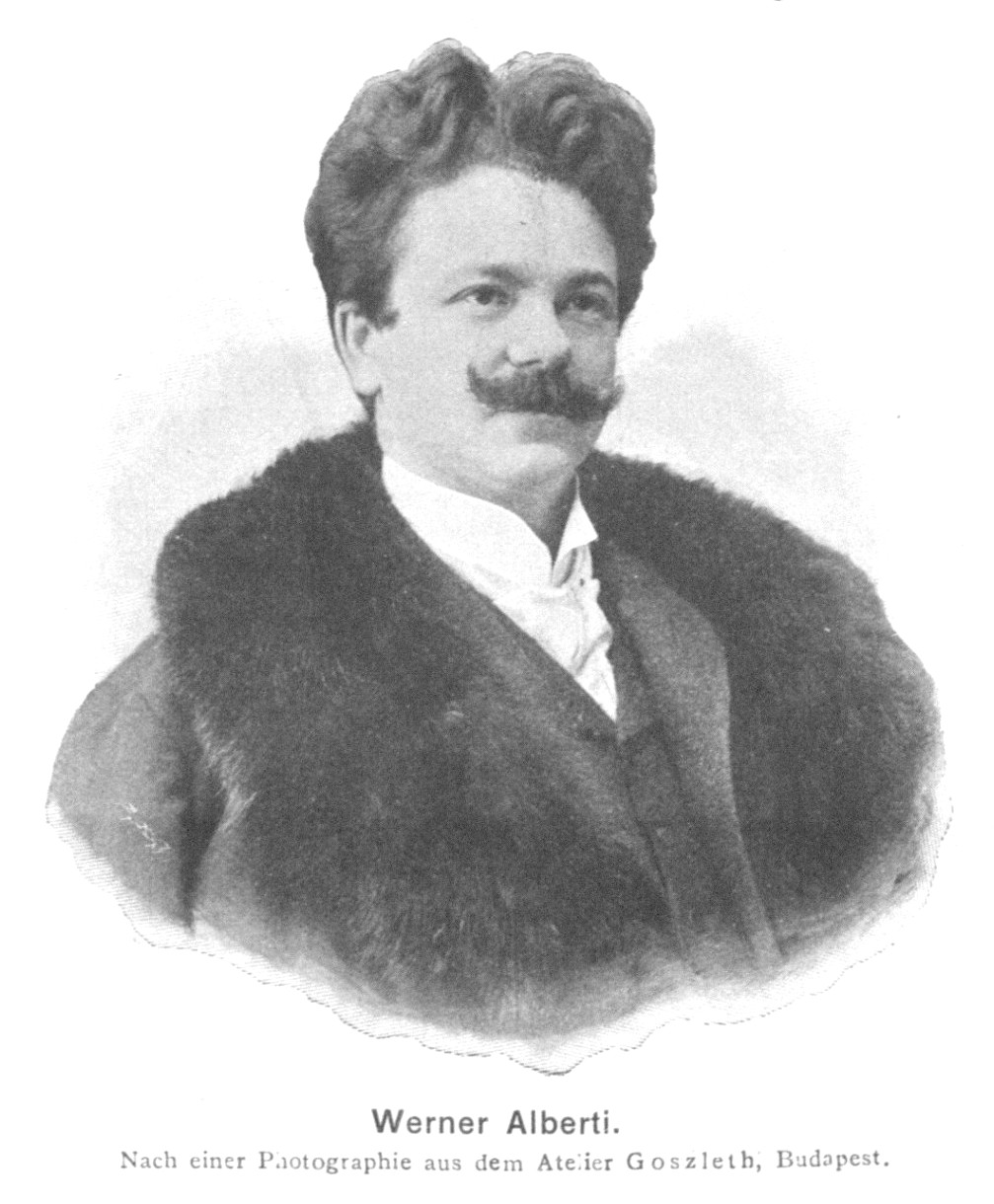
Werner Alberti (1901)

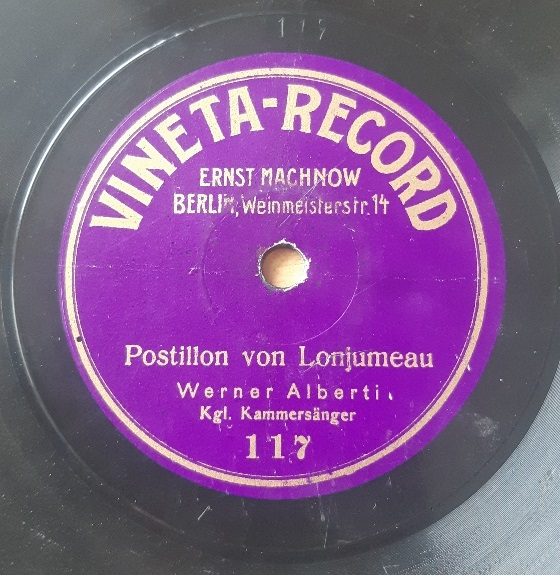
Schallplatte von Werner Alberti (Lyrophon-Aufnahme von 1905)

Werner Alberti, eigentlich Albert Krzywynos (21. Januar 1861 in Gnesen, Provinz Posen, Königreich Preußen – 29. November 1934 in Berlin) war ein deutscher Opernsänger (Tenor) und Gesangspädagoge sowie Filmschauspieler.

## Leben

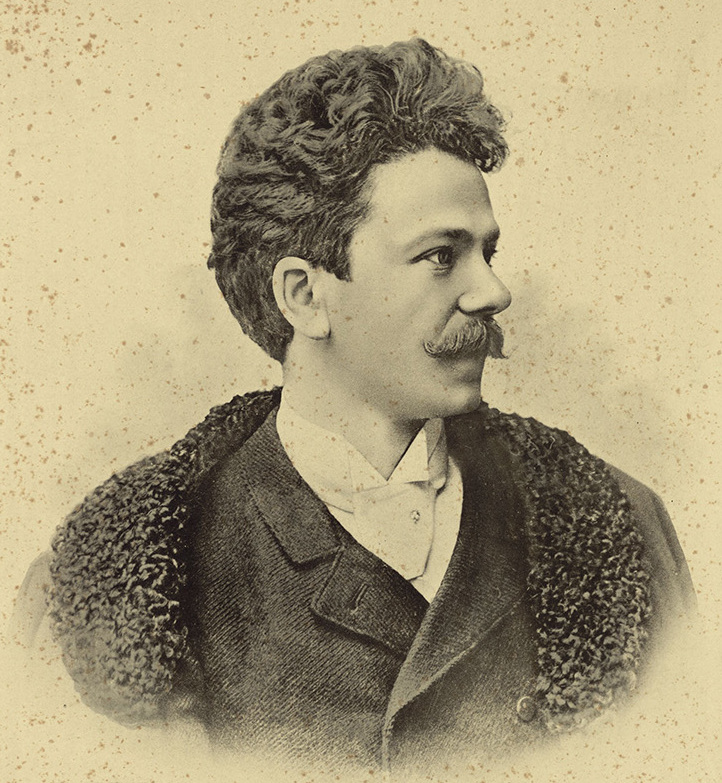
Werner Alberti

Alberti, ursprünglich Kaufmann, war für längere Zeit bei einer Berliner Bank beschäftigt. Anlässlich einer Privatgesellschaft, bei der er mehrere Lieder sang, empfahl man ihm, seine Stimme ausbilden zu lassen. Zuerst wollte er, da er kein Zutrauen in seine Stimme hatte, lediglich Operettentenor werden, kam davon aber ab und nahm Unterricht bei Kapellmeister Martin Röder.
Im Rahmen eines Benefizkonzerts der Hülsenstiftung erregte er derartige Aufmerksamkeit, dass Impresario Senkrah ihm umgehend ein Engagement für eine dreimonatige Konzerttour anbot.
Nach dieser zurückgekehrt vervollkommnete er seine Stimme bei Angelo Neumann. Auf der Bühne debütierte Alberti dann als „Manrico“ in Prag, dort verblieb er bis 1894. Im darauf folgenden Jahr war er in Italien am Teatro Margherita in Genua und am Teatro Lirico in Mailand unter der Leitung von Pietro Mascagni beschäftigt.
Im Januar 1899 sang er am Hofoperntheater in Wien. Ein großer Erfolg waren auch seine Gastspiele in St. Petersburg und Moskau. Von 1900 bis 1902 war er an der königlichen Oper Budapest engagiert.
Von seinem Wohnsitz in Berlin, wo er an der Krolloper sang und als Gesangspädagoge arbeitete, ging er auch auf Tournee; 1903 war er in Wien, 1907 in Dresden, 1917 in Bukarest und Lissabon.
Er starb 1934. Sein Grab befindet sich auf dem jüdischen Friedhof Berlin-Weißensee.
Alberti hinterließ zahlreiche Schallplatten für Berliner (Berlin 1901), G&T (Berlin 1901 und Budapest 1902), Columbia (Berlin 1904), Lyrophon (Berlin 1905), Odeon (Berlin 1905–09), Favorite (Berlin 1906), Homophon (Berlin 1905–06), Jumbo (Berlin 1910), Polyphon (Berlin 1910) und Beka (Berlin 1912), außerdem Edison- und Columbia-Walzen (beide Berlin 1904) sowie Pathe-Walzen (Wien 1905).

## Rezeption
„Man war von der Reinheit der Intonation, von seinem süßen piano, von seiner ausgeglichenen Tonverbindung, seinem herrlichen Vortrage, von der seltenen Schönheit seines weichen, jugendfrischen Organs und von der unglaublichen Leichtigkeit, mit der er das hohe C herauszuschmettern wußte, entzückt, und Kritik und Publikum zollten im Worte der höchsten Anerkennung. Dabei sah man es dem kleinen, unscheinbaren Männchen gar nicht an, was für eine Riesenstimme in demselben wohne.“

## Filmografie
- 1909: Rigoletto
- 1928: Der alte Fritz, 2. Teil: Ausklang
- 1928: Der gefesselte Polo
- 1929: Dich hab’ ich geliebt